# Mesodon clenchi
Mesodon clenchi é uma espécie de gastrópode da família Polygyridae.
É endémica dos Estados Unidos da América.
Os seus habitats naturais são: áreas rochosas.
Está ameaçada por perda de habitat.
Seu nome popular é caramujo do Oregon.